# Axel Lindhielm
Axel Lindhielm, även stavat Lindhjelm, född 19 januari 1683, död 20 januari 1758, var en svensk friherre (friherrliga ätten Lindhielm nr 93), överkammarherre och hovmarskalk.

## Karriär
Axel Lindhielm blev 1702 auskultant i lagkommissionen och året efter, 1703 i Svea hovrätt. Han blev därefter, 1704, hovjunkare hos änkedrottningen Hedvig Eleonora. Lindhielm fortsatte sin tjänst i hovet efter Hedvig Eleonoras bortgång och var mellan 8 augusti 1720 och 20 september 1748 kammarherre, och senare 4 juli 1751 överkammarherre och hovmarskalk hos drottningen. 
Gustaf Elgenstierna skrev: Han [Lindhielm] uppvaktade ifrån år 1720 ständigt vid hovet samt stod i stor nåd hos och hade mycket förtroende av konung Fredrik I. Över denna hans havda trogna uppvaktning betygade sedermera konungens broder, lantgreven Vilhelm av Hessen-Kassel uti ett egenhändigt brev till honom sitt välbehag och sin tacksägelse. Carl Gustaf Tessin skrev i sin biografi att kung Fredrik I fattade ett särskilt tycke för Lindhielm och hans enorma noggrannhet i sitt arbete. Mot slutet av sitt liv gjorde Fredrik I Lindhielm till kabinettskammarherre som då agerade mediator mellan kungen och rådkammaren. 
Axel Lindhielm dog 20 januari 1758 i Stockholm (enligt det vapen som hänger i Torpa kyrka) och begravdes sedan i Torpa kyrka där han till stor del bekostat orgelverket.

## Familj
Axel Lindhielm var son till friherre Anders Grelsson Lindhielm, kammarråd och landshövding i Viborgs län, och Anna Engel Skyttehielm  samt dotterson till Joakim Skyttehielm. 
Axel Lindhielm gifte sig första gången med Catharina Göthe (1678–1713), dotter till ambassadören Samuel Göthe och Anna Bertilsdotter. Tillsammans fick de tre barn: Anders, född 1710, död på 1740-talet i Canton i Kina, ogift; Hedvig Eleonora, född 1712, död 1770, som gifte sig första gången 1728 med kanslirådet Reinhold Gustaf Modée och andra gången 1759 med Carl Gustaf Werander, kyrkoherde vid finska församlingen i Stockholm; Engel Charlotta, född 1715, död 1751, som gifte sig 1730 på Hästra med regeringsrådet Christian Ehrenfried Charisius von Olthoff. 
Efter att Catharina Göthe avled 1713 gifte sig Lindhielm med dennes svägerska Debora Grönhagen, född 1689, död 1762, dotter till lagmannen Claes Henrik Grönhagen och Maria Hedelia.